# Montes Herminos
Montes Herminos é uma aldeia de São Tomé e Príncipe, localiza-se no Distrito de Cantagalo, ilha de São Tomé, próxima às localidades de Santa Clotilde, de Maria Luísa e de Ponta das Palmeiras.